# Guitarra líder

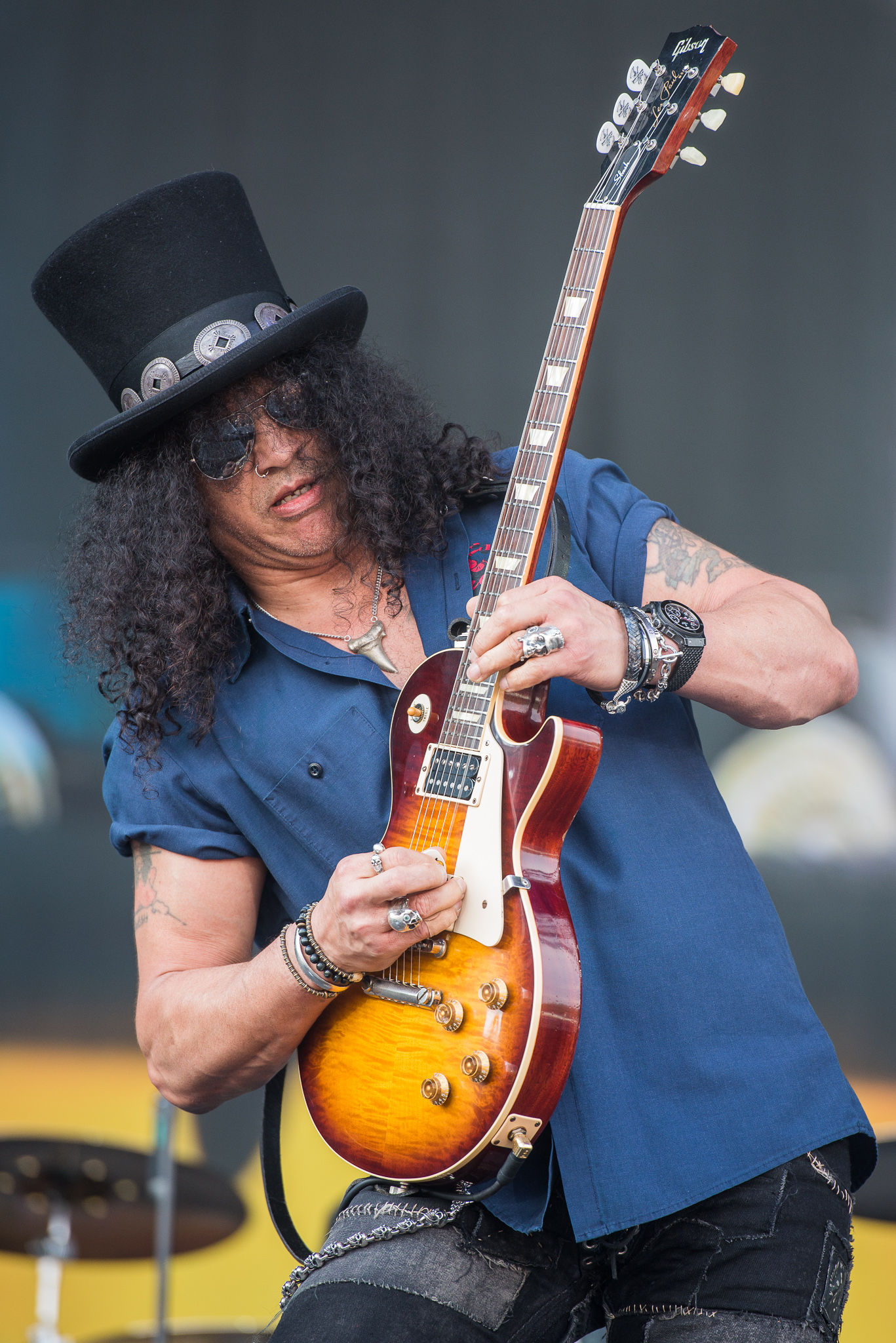
Slash, guitarrista líder de la banda estadounidense de hard rock y heavy metal Guns N' Roses.

La guitarra líder, primera guitarra o guitarra melódica ("Lead guitar", en inglés) cumple la función de "adornar" con motivos, ejecutar líneas melódicas, punteos y, principalmente, solos (por lo cual se estila rotularla "guitarra solista"). La tendencia se inclina a sacar mayor provecho del registro alto del instrumento, con un tono mordiente que suele imitar la expresividad de la voz humana.
El término se refiere al uso en particular de la guitarra y no a su construcción (depende del rol del músico la función que adoptará la guitarra). Es complemento de la guitarra rítmica. 
- Datos: Q61046048